# روبرت فرانز
روبرت فرانز (بالألمانية: Robert Franz)‏ هو عالم موسيقى وملحن وعازف بيانو ألماني، ولد في 28 يونيو 1815 في هاله في ألمانيا، وتوفي بنفس المكان في 24 أكتوبر 1892.

## وصلات خارجية
- روبرت فرانز على موقع الموسوعة البريطانية (الإنجليزية)
- روبرت فرانز على موقع ميوزك برينز (الإنجليزية)
- روبرت فرانز على موقع أول ميوزيك (الإنجليزية)
- روبرت فرانز على موقع ديسكوغز (الإنجليزية)